# La pietra del paragone
La Pierre de touche

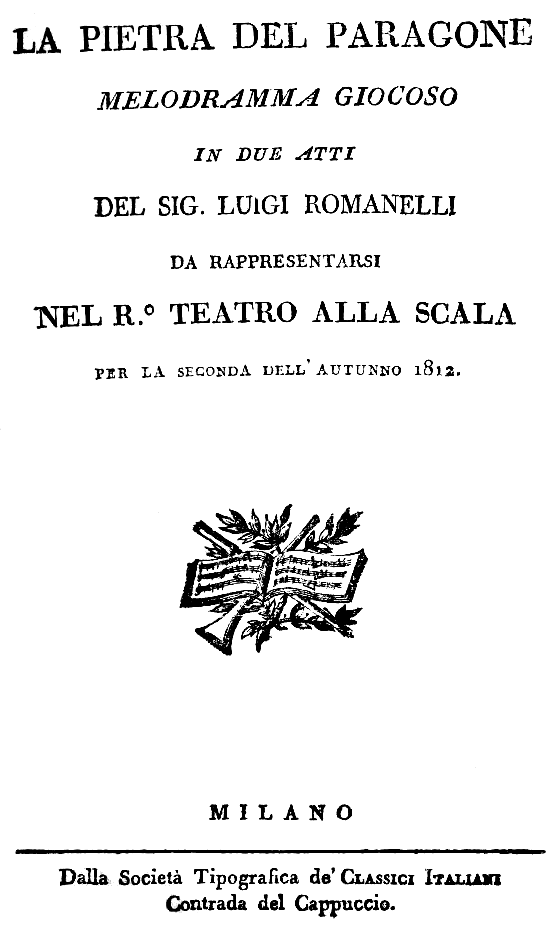
Gioachino Rossini

La pietra del paragone (La Pierre de touche) est un opera buffa en deux actes de Gioachino Rossini sur un livret de Luigi Romanelli.
Créé le 26 septembre 1812 à La Scala de Milan avec dans les rôles titres Filippo Galli (Asdrubale) et Marietta Marcolini (Clarice), il eut un succès immédiat. Lors de la première saison, il fut représenté 53 fois.

## Personnages
| Personnage      | Tessiture     |
| --------------- | ------------- |
| Comte Asdrubale | basse         |
| Clarice         | contralto     |
| Pacuvio         | ténor         |
| Donna Fulvia    | mezzo-soprano |
| Baronne Aspasia | soprano       |
| Fabrizio        | basse         |
| Macrobio        | baryton       |

## Argument
Le sujet de l'opéra est un plan du comte pour tester la sincérité de donna Fulvia et de la baronne Aspasia prétendant toutes deux l'aimer. L'action se déroule au début du XIXe siècle, à la campagne, dans la villa du comte.

### Acte I
Le comte est profondément attiré par Clarice, courtisée par son ami Giocondo, mais il est poursuivi par donna Fulvia et par la baronne Aspasia. Pour tester la sincérité de ces deux dames il a prévu que Fabrizio, son majordome, lui apporte une lettre urgente. Sitôt celle-ci ouverte il quitte précipitamment ses invités et rejoint ses appartements privés.
Les nouvelles se répandent vite : le comte est ruiné. Fulvia et Aspasia sont heureuses d'avoir échappé à une mauvaise alliance.
Un richissime turc est annoncé, se présente à l'assemblée, et déclare que le comte est ruiné. Il est le propriétaire de tous ses biens. Les invités, qui n'ont pas reconnu le comte déguisé, reportent toute leur attention sur le nouvel arrivant qui se retire après sa déclaration. Le comte, avant de quitter ses appartements, reçoit le soutien de Clarice et Giocondo.
Miraculeusement, Fabrizio apporte une bonne nouvelle: les dettes ont été remboursées et le comte est de nouveau riche.
Les invités se rendent compte de leur erreur ayant révélé leurs sentiments.

### Acte II
Les invités, humiliés, projettent de se venger du comte, mais aucun de leurs projets ne sera exécuté. Le comte les invite à une chasse. Pendant ce temps, Giocondo poursuit la conquête de Clarice. Bien qu'elle aime le comte elle n'oppose aucune objection à ce que Giocondo la courtise.
Le journaliste Macrobio, entendant le dialogue des deux amoureux, s'empresse de tout raconter au comte qui est fou de jalousie.
Clarice décide à son tour de voir si le comte est vraiment amoureux d'elle. Elle s'invente un frère jumeau. Celui-ci vient d'arriver pour la retrouver. Elle entre, déguisée en militaire, escortée de soldats. Le faux jumeau annonce que sa sœur ne reviendra pas. Le comte, bouleversé, se retire dans sa chambre et menace de se suicider. Il demande à Fabrizio de remettre une lettre au jeune officier. Clarice se rend compte qu'elle a gagné et envoie en retour une lettre au comte avec sa signature. Il reconnaît la signature de Clarice.
À la stupéfaction générale, Clarice enlève son déguisement. Les amants se réconcilient. Les invités portent un toast à l'heureux couple et tout se termine par un joyeux festin.

## Représentations
L'opéra a été joué au Théâtre du Châtelet de Paris dans le cadre de la saison 2006-2007.
La mise en scène de Giorgo Barbiero Corsetti est mi-bande dessinée, mi-film d'animation grâce à la technique de l'incrustation (bluekey) réalisée par le vidéaste Pierrick Sorin.
- Orchestre : Ensemble Matheus sous la direction de  Jean-Christophe Spinosi.
- Distribution : Sonia Prina (Clarice), François Lis (Asdrubale), Kennifer Holloway, Laura Giordano, José-Manuel Zapata, Christian Senn.

L'opéra est édité en DVD sur deux labels: Opus Arte et Naïve (2007)

## Autour de l'opéra
Eugène de Beauharnais, vice-roi du royaume d'Italie, ayant apprécié cet opéra, écrivit au ministre de l'Intérieur: Vous voudrez bien prendre des dispositions pour que le Maestro Joachim Rossini soit exempté du service militaire. Je ne peux prendre sur moi d'exposer au feu de l'ennemi une telle existence précieuse, mes contemporains ne me pardonneraient jamais. Nous allons peut-être perdre un soldat médiocre, mais nous sauvons un génie de la nation .
Rossini avait 20 ans en 1812.